# Erdenekhairkhan (Zavkhan)
Le sum d'Erdenekhairkhan (mongol : ᠡᠷᠳᠡᠨᠢᠬᠠᠶᠢᠷᠬᠠᠨ
ᠰᠤᠮᠤ, cyrillique : Эрдэнэхайрхан сум, MNS : Erdenekhairkhan sum) est situé dans l'aïmag (ligue) de Zavkhan, en Mongolie.